# Майдан-Поліцький
Майдан-Поліцький (пол. Majdan Policki) — село в Польщі, у гміні Кшчонув Люблінського повіту Люблінського воєводства.
У 1975-1998 роках село належало до Люблінського воєводства.